# Vriesea corcovadensis
Vriesea corcovadensis är en gräsväxtart som först beskrevs av Nathaniel Lord Britton, och fick sitt nu gällande namn av Carl Christian Mez. Vriesea corcovadensis ingår i släktet Vriesea och familjen Bromeliaceae. Inga underarter finns listade i Catalogue of Life.